# JoJo no Kimyō na Bōken
JoJo no Kimyō na Bōken (Nhật: ジョジョの奇妙な冒険 (Jojo kỳ diệu mạo hiểm) n.đ.: "Cuộc phiêu lưu kỳ quái của Jojo"; còn được biết đến với tên tiếng Anh là Jojo's Bizarre Adventure) là một bộ truyện tranh Nhật Bản do Araki Hirohiko viết và vẽ minh họa. Manga xuất bản lần đầu trong tạp chí Tuần san Shōnen Jump từ năm 1987 đến 2004, sau đó chuyển sang sáng tác tại tạp chí Ultra Jump vào năm 2005. Bộ truyện hiện tại chia thành tám phần, mỗi phần theo sau một nhân vật chính mang biệt danh "JoJo". Phần thứ tám - JoJolion, bắt đầu được xuất bản vào tháng 5 năm 2011. JoJo no Kimyō na Bōken là bộ truyện tranh lớn nhất của Shueisha tính theo số lượng - với các chương của nó được in trong 130 tập tankōbon tính đến tháng 5 năm 2021. Tại Việt Nam, truyện từng được Nhà xuất bản Trẻ phát hành khoảng 8 tập với tên Jojo chàng trai dũng cảm trong năm 2002 .
Series Anime (OVA) dài 13 tập phỏng theo phần thứ ba của manga - Stardust Crusaders, được sản xuất bởi A.P.P.P. đã được phát hành từ năm 1993 đến năm 2002. Hãng phim này sau đó đã sản xuất một bộ phim hoạt hình chuyển thể phần đầu tiên, Phantom Blood, được công chiếu tại các rạp ở Nhật Bản vào năm 2007. Vào tháng 10 năm 2012, Series phim truyền hình anime do David Production sản xuất chuyển thể - Phantom Blood và Battle Tendency, đã phát sóng trên Tokyo MX. Tính đến tháng 7 năm 2019, studio đã sản xuất năm mùa chuyển thể - bao gồm cả Stardust Crusaders, Diamond Is Unbreakable và Golden Wind (Vento Aureo). Một bộ phim người đóng dựa trên phần thứ tư là Diamond Is Unbreakable, đã được phát hành tại Nhật Bản vào năm 2017.
Vào tháng 4 năm 2021, David Production tiếp tục công bố kế hoạch chuyển thể phần thứ sáu của manga thành mùa anime thứ sáu - Stone Ocean, cũng như công bố hai diễn viên lồng tiếng đầu tiên.
JoJo no Kimyō na Bōken nổi tiếng với phong cách và tư thế nghệ thuật mang tính biểu tượng, thường xuyên đề cập đến âm nhạc và thời trang phổ biến của phương Tây (có thể kể đến The Beatles, Foo Fighters, Guns 'N' Roses, Lady Gaga, Queen, Red Hot Chili Peppers, Wham, Prince, AC/DC,...) và các trận chiến sáng tạo xoay quanh các Stands - những hiện thân được tạo ra bởi ý chí chiến đấu của người sử dụng với các khả năng khác nhau. Bộ truyện đã bán được hơn 100 triệu bản in cho đến nay, qua đó trở thành một trong những bộ truyện tranh bán chạy nhất trong lịch sử và đã tạo ra một thương hiệu truyền thông bao gồm manga one-shot, light novel và trò chơi điện tử. Manga, TV anime và live-action đã được cấp phép tại Bắc Mỹ bởi Viz Media, công ty đã sản xuất nhiều bộ truyện bằng tiếng Anh kể từ năm 2005.
Ngoài ra, bộ truyện cũng giúp cho Araki Hirohiko nhận được nhiều hợp đồng nổi tiếng - tiêu biểu là hợp đồng kết hợp với hãng thời trang Gucci và bảo tàng Louvre.

## Cốt truyện
Vũ trụ của JoJo no Kimyō na Bōken được cải biên từ thế giới thật - với sự tồn tại của các lực lượng siêu nhiên và các dạng sống. Trong bối cảnh này, một số người có khả năng chuyển hóa sức mạnh tinh thần bên trong của họ thành một thứ năng lực gọi là Stand (スタンド, Sutando); tuy nhiên vẫn còn tồn tại một dạng năng lượng quan trọng khác là Hamon (波紋, "Ripple" Sóng gợn) - một kỹ thuật võ thuật cho phép người sử dụng nó tập trung năng lượng cơ thể vào ánh sáng mặt trời thông qua việc thở có kiểm soát. Câu chuyện của JoJo no Kimyō na Bōken được chia thành nhiều phần với những câu chuyện độc lập và các nhân vật khác nhau. Mỗi nhân vật chính của loạt phim là một thành viên của gia đình Joestar, những người có hậu duệ của dòng chính có vết bớt hình ngôi sao phía trên xương bả vai trái và tên có thể được viết tắt thành "JoJo". Sáu phần đầu tiên lấy diễn ra trong một vũ trụ duy nhất mà xung đột thế hệ bắt nguồn từ sự cạnh tranh giữa Jonathan Joestar và Dio Brando, trong khi hai phần sau diễn ra trong một vũ trụ tách biệt mới - nơi gia phả nhà Joestar bị thay đổi hoàn toàn không còn như vũ trụ gốc, để có thể phù hợp với ý tưởng mới đầy táo bạo của Araki Hirohiko.

### Nội Dung Các Phần:

###### 1.Phantom Blood(ファントムブラッド, Fantomu Buraddo)
Tập 1–5, gồm 44 chương. Vào những năm 1880 ở Anh, con trai nhỏ của một địa chủ giàu có - Jonathan Joestar (ジョナサン・ジョースター (Jonasan Jôsutâ)),  gặp người anh nuôi mới tên là Dio Brando (ディオ・ブランド (Dio Burando)) - kẻ vốn đang lên kế hoạch hủy hoại gia đình Joestar để cướp khối gia sản kếch xù. Khi mọi nỗ lực của Dio bị ngăn cản, hắn tự biến mình thành ma cà rồng bằng cách đeo "Mặt nạ đá cổ đại" và phá hủy gia sản nhà Joestar. Jonathan bắt đầu một cuộc hành trình, gặp gỡ các đồng minh mới và nắm vững kỹ thuật Hamon (波紋 (Sóng gợn)) để ngăn chặn Dio, lúc này đã trở thành kẻ với dã tâm thống trị thế giới.
Biệt danh JoJo của nhân vật chính được ghép từ "Jo"nathan "Jo"estar.

###### 2.Battle Tendency(戦闘潮流, Sentô Chôryu)
Tập 6-12, gồm 69 chuơng. Năm 1938, 50 năm sau cái chết của nhân vật chính phần Phantom Blood, cháu nội của Jonathan Joestar là Joseph Joestar (ジョセフ・ジョスター) đang lưu lạc ở Mỹ cùng bà nội Erina (エリナ・ペンドルトン) - vợ Jonathan. Lúc đó thế chiến thứ II đang bùng nổ và quân đội Đức tìm được những Người Cột với sức mạnh siêu nhiên đang chìm vào giấc ngủ sâu trong những tảng đá. Joseph cùng đồng hữu là Caesar và sư phụ Lisa Lisa - chính là mẹ ruột của anh, đã lên đường và bắt đầu hành trình tiêu diệt chúng.

Biệt danh JoJo của nhân vật chính được ghép từ "Jo"seph "Jo"estar, với câu cửa miệng 
「次にお前は．．．(◯◯と言う！)」ですね。

Dịch ra là "tiếp theo ngươi sẽ nói (...), đúng không"

###### 3.Stardust Crusaders(スターダストクルセイダース, Sutâdasuto Kuruseidâzu)
Tập 13–28, gồm 152 chương. Năm 1989, Dio Brando (bây giờ được gọi là "DIO") thức dậy sau giấc ngủ trăm năm khi quan tài của hắn được vớt lên từ đại dương. Khi DIO bị mũi tên Stand đâm trúng, hắn đã thức tỉnh được sức mạnh Stand (スタンド, Sutando). Nhưng vì DIO đã chiếm được cơ thể của Jonathan Joestar, cơ thể của hắn đã truyền tín hiệu đến các hậu duệ còn sống nhà Joestar bao gồm Joseph Joestar (đã già), con gái Joestar Holly (空条 聖子) và cháu ngoại Kujo Jotaro (空条 承太郎) - khiến họ nhận được sức mạnh Stand. Riêng Holly không thể kiểm soát Stand của mình vì không có ý chí chiến đấu nên đã rơi vào trạng thái "sốt cao" và thân nhiệt cao đến mức chỉ còn 50 ngày để sống. Jotaro, Joseph và các đồng minh mới của họ buộc phải lên đường đánh bại DIO cùng rất nhiều tay sai mà hắn đã thu phục để triệt hạ những hậu duệ Joestar còn sống, trước khi hết thời gian.

Biệt danh JoJo của nhân vật chính được ghép từ Ku"Jō" "Jo"taro. Câu cửa miệng:
やれやれだぜ

###### 4.Diamond Is Unbreakable(ダイヤモンドは砕けない, Daiyamondo wa Kudakenai)
Tập 29–47, gồm 174 chương. Năm 1999, gia đình Joestar phát hiện ra Joseph có một đứa con trai ngoài giả thú mang tên Higashikata Josuke (東方 仗助 (Đông Phương Định Trợ)) - sống ở thị trấn hư cấu của Nhật Bản tên Morioh (杜王町 (Moriô-chô)). Josuke biết được qua Jotaro rằng đang tồn tại những bộ Cung và Mũi tên thần bí - thứ sẽ ban tặng cho những người bị trúng tên sức mạnh Stand. Khi họ truy lùng những bộ Cung và Tên (弓と矢), Josuke và các đồng minh của cậu gặp phải một mối đe dọa nghiêm trọng đến từ kẻ giết người hàng loạt Kira Yoshikage (吉良 吉影).

Biệt danh JoJo của nhân vật chính là một cách đọc Hán tự khác từ cái tên "Josuke" (仗助).
かっこいい

###### 5.Golden Wind(tựa đềtiếng Ý:Vento Aureo) (黄金の風, Ougon no Kaze)
Tập 47–63, gồm 155 chương. Năm 2001 tại thành phố Napoli, Ý. Giorno Giovanna, tên khai sinh là Haruno Shirobana (初流乃 汐華) - con trai ruột của DIO, nhưng do DIO cướp được cơ thể của Jonathan nên anh là hậu duệ ruột thịt của dòng họ Joestar. Anh có ước mơ trở thành một trùm mafia để loại bỏ những kẻ buôn ma túy cho trẻ em. Đội của cậu - bao gồm những người dùng Stand, phải đối đầu với trùm mafia Diavolo và bảo vệ con gái hắn là Trish Una - người mà Diavolo định giết để che giấu danh tính của mình.

Biệt danh JoJo của nhân vật chính được ghép từ "Gio"rno "Gio"vanna (mà trong tiếng Ý phát âm ra tiếng Nhật, tên cậu được phát âm là ""Jo"runo "Jo"bana").
このジョルノジョバーナには夢がある

###### 6.Stone Ocean(đã ra mắt một phần bản anime vào đầu tháng 12):
Tập 64–80, gồm 158 chương. Năm 2011, gần Quận St. Lucie, Florida, con gái của Kujo Jotaro là Cujoh Jolyne (空条 徐倫 (Kūjō Jorīn)) bị buộc tội oan là giết người và đẩy vào tù. Jolyne chạm trán với White Snake - Stand có thể đánh cắp Stand và linh hồn (hoặc ký ức) dưới dạng đĩa khỏi mục tiêu của nó, khiến mục tiêu hôn mê và cuối cùng là chết. Sau khi Jotaro trở thành nạn nhân của White Snake, Jolyne kết hợp với các tù nhân khác để tìm cách cứu cha cô. Đây cũng là hồi kết của vũ trụ JoJo gốc.

Biệt danh JoJo của nhân vật chính được ghép từ "Jo"lyne Ku"Jō".
やれやれだわ

###### 7.Steel Ball Run(manga, chưa có bản anime):
Tập 81–104, gồm 95 chương. Vào năm 1890 tại một vũ trụ khác - tách biệt hoàn toàn với vũ trụ JoJo gốc, Tổng thống Hoa Kỳ thứ 23 tên là Funny Valentine đã tổ chức một cuộc đua ngựa xuyên quốc gia với phần thưởng 50 triệu đô la cho người chiến thắng - nhưng thực ra là để tìm kiếm khắp đất nước các bộ phận rải rác của "Xác Thánh" phục vụ cho mục đích phục quốc của mình. Các tay đua ngựa Gyro Zeppeli và Johnny Joestar đã phát hiện ra âm mưu của Valentine và phải tự vệ trước những sát thủ được thuê bởi ông ta.
Biệt danh JoJo của nhân vật chính được ghép từ "Jo"hnny "Jo"estar.(lesson five)

###### 8.JoJolion(manga, chưa có bản anime):
Tập 105–127, gồm 103 chương. Trong cùng vũ trụ với Steel Ball Run vào năm 2012, thị trấn Morioh đã bị tàn phá bởi trận động đất và sóng thần Tōhoku năm 2011, gây ra các vết đứt gãy bí ẩn thường được gọi là "Wall Eyes" trong thị trấn. Sinh viên đại học địa phương, Hirose Yasuho phát hiện ra một cậu thanh niên mất trí nhớ bị chôn vùi trong đống đổ nát và đặt biệt danh cho anh là "Josuke". Kể từ lúc đó, Josuke cố gắng khám phá bí mật về quá khứ của mình - cũng như phải đối mặt với các hoạt động của một tổ chức đang có âm mưu thị trường hóa một loại cây có tên Rokakaka đầy bí ẩn, có khả năng chữa bệnh cho mọi người và sau đó "lấy" lại thứ gì đó.
Biệt danh JoJo của nhân vật chính là một cách đọc Hán tự khác từ cái tên "Josuke" (東方 定助). Ngoài ra, danh tính thật sự của cậu cũng có thể sắp xếp lại thành biệt danh JoJo (Josefumi Kujō)
9. JoJoLand (manga, chưa có bản anime)
Được khởi động vào năm 2023, Jojoland theo chân cậu nhóc nhà Joestar phiên bản đối nghịch của Giorno Giovanna

## Quá trình sản xuất
Với JoJo no Kimyō na Bōken, Araki muốn sử dụng phương thức cổ điển làm cơ sở trước khi giới thiệu các yếu tố hiện đại. Ví dụ, ông thường vẽ theo phong cách hiện thực nhưng sử dụng màu sắc siêu thực, nhằm mục đích tạo nên cái chất thực sự trong JoJo, dẫn đến việc ông đi đến sông Kappa ở Tōno, Iwate để hiểu rõ hơn về khái niệm này. Araki nói rằng ông lấy cảm hứng từ nghệ thuật những năm 1980, kỹ thuật tạo bóng trong nghệ thuật phương Tây, và các bức tranh cổ điển; màu manga dựa trên sự tính toán hơn là sự nhất quán, cùng với việc trích dẫn các nghệ sĩ như Paul Gauguin như là nguồn cảm hứng. Ông cũng tuyên bố "bí ẩn" là chủ đề chính của manga, vì ông đã bị cuốn hút bởi nó khi còn nhỏ. Hơn nữa, Araki muốn khám phá siêu năng lực và năng lượng trong JoJo no Kimyō na Bōken - dẫn đến các khái niệm khác nhau như Hamon và Stands. Ông nói rằng cơ sở siêu nhiên của các trận chiến trong loạt truyện của ông đã tạo ra chiến trường cho phụ nữ và trẻ em so tài với những người đàn ông mạnh mẽ. Với phần Stardust Crusaders nói riêng, ông bị ảnh hưởng bởi các trò chơi nhập vai trong việc thiết kế các kỹ năng của nhân vật.
Các nhân vật đều không có hình mẫu - ngoại trừ Kujo Jotaro được dựa trên Clint Eastwood. Araki nói rằng ông muốn thử một kiểu nhân vật chính khác nhau cho mọi phần; ví dụ, Jonathan Joestar của Phần 1 là một người nghiêm túc và trung thực, trong khi Joseph Joestar của Phần 2 là một kẻ thủ đoạn thích gây rối với mọi người. Mặc dù tính cách của họ khác nhau, nhưng cả hai có sự giống nhau về thể chất để có một sự liên tục cho câu chuyện bởi vì việc một nhân vật chính chết trong một loạt truyện Tuần san Shōnen Jump là điều chưa từng có vào những năm 1980. Sự tập trung nhất quán của Araki vào dòng họ Joestar nhằm mang lại cảm giác tự hào cũng như sự kỳ diệu và bí ẩn xung quanh dòng họ.
Araki ban đầu dự định bộ truyện là một bộ ba, với cuộc đối đầu cuối cùng diễn ra ở Nhật Bản ngày nay. Tuy nhiên, Araki không muốn Phần 3 chỉ là một giải đấu, vốn đã rất phổ biến trên Tuần san Shōnen Jump vào thời điểm đó, và quyết định biến nó thành một "bộ phim đường trường" lấy cảm hứng từ Vòng quanh thế giới trong Tám mươi ngày. Với phần 4, Araki nói rằng ông đã rời xa những "người đàn ông cơ bắp" khi họ không còn được độc giả yêu thích và anh muốn tập trung nhiều hơn vào thời trang. Khi thiết kế trang phục cho các nhân vật của mình, Araki coi cả thời trang hàng ngày và "quần áo hoạt hình, kỳ quái, có thể không thực tế ở ngoài đời". Đối với Phần 6, Araki lần đầu tiên viết về một nhân vật nữ chính mà ông cảm thấy phức tạp, nhưng cũng thú vị do tính người mà cô có thể sở hữu. Sau đó, ông mô tả nhân vật phụ Lisa Lisa của Phần 2 là mới mẻ và "chưa từng có" trong cả manga và xã hội nói chung vào thời điểm đó, đồng thời nói rằng thật thú vị khi thách thức sự kỳ vọng của mọi người với kiểu nữ chiến binh. Không đặt mục tiêu cụ thể về việc tạo ra một nhân vật khuyết tật, Araki giải thích rằng Johnny Joestar bị liệt của Phần 7 là kết quả tự nhiên của việc muốn thể hiện một nhân vật có thể phát triển, cả về thể chất và tinh thần, trong một cuộc đua mà "anh ấy sẽ không chỉ bị buộc phải dựa vào người khác, nhưng cũng dựa vào ngựa. "
Araki sử dụng các từ tượng thanh độc đáo và đặt ra trong bộ truyện, điều mà anh cho là do tình yêu của mình với phim kinh dị và thể loại Heavy Metal. Các tư thế, được gọi ở Nhật Bản là JoJo-dachi (ジョジョ立ち, tiếng Anh là "JoJo Pose"), là biểu tượng trên bìa sách và panel của ông, và được lấy cảm hứng từ chuyến đi của ông đến Ý vào những năm 20 tuổi và nghiên cứu các tác phẩm điêu khắc của Michelangelo . Các tư thế này phổ biến đến mức người hâm mộ thường diễn lại chúng để tỏ lòng kính trọng đối với JoJo. Một phóng viên của Rocket News đã cố gắng mua sắm tại lễ kỷ niệm 25 năm đặc biệt Lawson theo chủ đề JoJo ở Sendai trong một buổi JoJo-dachi vào năm 2012, và vào năm 2014, ca sĩ Shoko Nakagawa nhận xét rằng cô ấy đã vô tình làm gãy xương cụt sau khi biểu diễn JoJo-dachi trong một buổi hòa nhạc ở Nagoya.

## Truyền thông

### Truyện tranh
Xem thêm: Danh sách các tập ''JoJo no Kimyō na Bōken''
Được viết và minh họa bởi Araki Hirohiko, JoJo no Kimyō na Bōken bắt đầu đăng trên tạp chí Tuần san Shōnen Jump số kết hợp số 1–2 năm 1987, được xuất bản tại Nhật Bản bởi Shueisha vào ngày 1 tháng 1 năm 1987. Bộ truyện được chia thành tám phần, mỗi câu chuyện kể về cuộc phiêu lưu của một nhân vật chính mới mang biệt danh "JoJo". Phần đầu tiên, có tựa đề Phantom Blood, được đăng nhiều kỳ cho đến tháng 10 năm 1987 và được chia ra thành năm tập tankōbon; Phần thứ hai, Battle Tendency, được đăng nhiều kỳ từ tháng 11 năm 1987 đến tháng 3 năm 1989 và được chia ra bảy tập. Stardust Crusaders, phần thứ ba, được đăng nhiều kỳ từ tháng 3 năm 1989 đến tháng 4 năm 1992 và được chia ra thành 16 tập, hoàn thành ba bộ dự kiến ban đầu của Araki.
Diamond Is Unbreakable, phần thứ tư, được đăng nhiều kỳ từ tháng 4 năm 1992 đến tháng 11 năm 1995 và được chia ra 18 tập; tiếp theo là phần thứ năm, Golden Wind, được đăng nhiều kỳ từ tháng 11 năm 1995 đến tháng 4 năm 1999 và được chia ra 17 tập. Sau tập 63 (tập cuối cùng của Golden Wind), việc đánh số tankōbon cho mỗi phần tiếp theo bắt đầu lại từ số một. Stone Ocean, phần thứ sáu, được đăng nhiều kỳ từ tháng 1 năm 2000 đến tháng 4 năm 2003 và được chia ra 17 tập. 23 chương đầu tiên của phần bảy, Steel Ball Run, được đăng nhiều kỳ trên Tuần san Shōnen Jump từ tháng 1 đến tháng 10 năm 2004; vào tháng 3 năm 2005, bộ truyện được chuyển lên tạp chí seinen manga hàng tháng Ultra Jump. Nó được đăng cho đến tháng 4 năm 2011, và được chia ra thành 24 tập. JoJolion, phần thứ tám, bắt đầu được phát hành vào tháng 5 năm 2011; nó đã được chia ra 23 tập tính đến tháng 4 năm 2020.
Giữa năm 2002 và 2009, sáu phần đầu tiên trong loạt phim đã được Shueisha phát hành lại ở định dạng tankobon; Steel Ball Run đã được phát hành lại ở định dạng này vào năm 2017 và 2018. Một loạt sōshūhen omnibus tái hiện bốn phần đầu tiên khi chúng lần đầu xuất hiện trên Tuần san Shōnen Jump (bao gồm các trang màu, bản quảng cáo và bản xem trước chương tiếp theo) được xuất bản từ năm 2012 đến năm 2016. Kể từ năm 2012, tất cả tám phần trong bộ truyện đều được Shueisha tô màu kỹ thuật số và phân phối cho điện thoại thông minh và máy tính bảng với thương hiệu "JOJO-D". Một bản phát hành bìa cứng cao cấp của ba phần đầu tiên được xuất bản dưới thương hiệu "JoJonium" từ năm 2013 đến năm 2015.
Vào đầu những năm 1990, Viz Media được cho là đã có kế hoạch phát hành phiên bản tiếng Anh của JoJo no Kimyō na Bōken ở Bắc Mỹ với tên gọi The Strange Adventures of Jojo; vào năm 2002, bộ truyện đã không thành công khi được xem xét phát hành dưới dạng truyện tranh hàng tháng. Từ tháng 11 năm 2005 đến tháng 12 năm 2010, Viz xuất bản Stardust Crusaders, phần nổi tiếng nhất trong bộ truyện, gồm 16 tập. Tuy nhiên, công ty đã thay đổi tên của một số nhân vật và Stands do lo ngại về bản quyền và kiểm duyệt một số cảnh nhất định, bao gồm cả những cảnh bạo hành động vật do chính Araki vẽ lại. Vào năm 2013, Viz bày tỏ sự quan tâm hơn nữa đến việc bản địa hóa loạt phim, nhưng giải thích những khó khăn của họ khi làm như vậy là do Araki có nhiều tài liệu tham khảo về các nhạc sĩ và nhà thiết kế thời trang thực sự. Viz bắt đầu xuất bản bản JoJonium của Phantom Blood ở dạng kỹ thuật số vào tháng 9 năm 2014, với một ấn bản in bìa cứng ba tập sau đó trong suốt năm 2015. Battle Tendency được xuất bản thành bốn tập vào năm 2015 và 2016, và Stardust Crusaders được xuất bản thành mười tập từ năm 2016 đến năm 2019. Viz bắt đầu xuất bản một ấn bản bìa cứng và kỹ thuật số mới của Diamond Is Unbreakable vào tháng 5 năm 2019 và đã phát hành sáu tập kể từ tháng 8 năm 2020.

#### Spin-offs
Araki cũng là tác giả của một số manga ngoại truyện của JoJo no Kimyō na Bōken. Đầu tiên, "Episode 16: At a Confessional", được xuất bản dưới dạng one-shot ngắn trên Tuần san Shōnen Jump vào tháng 7 năm 1997. Nó theo sau Rohan Kishibe từ Diamond Is Unbreakable, và là tập đầu tiên trong loạt phim Thus Spoke Kishibe Rohan. Dead Man's Questions theo sau Yoshikage Kira từ Diamond Is Unbreakable; nó được xuất bản thành ba chương trên tạp chí Allman vào tháng 6 và tháng 7 năm 1999. Sau đó, cả hai bức ảnh đều được xuất bản trong Under Execution, Under Jailbreak, một tuyển tập truyện ngắn của Araki xuất bản năm 1999. [33] "Oingo Boingo Brothers Adventure", một cảnh quay có các nhân vật chính trong phần Stardust Crusaders, được phát hành vào tháng 10 năm 2002; nó được vẽ theo phong cách của Boingo's Stand Tohth, một truyện tranh bói toán. Từ tháng 1 năm 2008 đến tháng 2 năm 2018, sáu chương của Thus Spoke Kishibe Rohan đã được xuất bản trên nhiều tạp chí khác nhau. Một tập tankōbon được xuất bản bởi Shueisha vào tháng 11 năm 2013, tập hợp các câu chuyện "At a Confessional", "Mutsu-kabe Hill", "Millionaire Village", "Poaching Seashore", và "Rohan Kishibe Goes to Gucci". "Mochizuki Family Moon Viewing" được xuất bản kỹ thuật số vào tháng 9 năm 2014 trong lần ra mắt trang web Shōnen Jump + của Shueisha; một tập tankōbon thứ hai tập hợp các tập phim và các câu chuyện "Monday, Sunshower", "DNA" và "The Run" đã được xuất bản vào tháng 7 năm 2018.